# Micro-région de Debrecen
La micro-région de Debrecen (en hongrois : debreceni kistérség) est une micro-région statistique hongroise rassemblant plusieurs localités autour de Debrecen.